# Lista de consortes de Mântua
Esta é uma lista de consortes do Ducado de Mântua;

## Duquesas de Mântua

### Casa de Gonzaga
| Nome                                                                | Retrato | Nascimento                                                                                        | Cônjuge                                        | Morte                           | Brasão | Ref   |
| ------------------------------------------------------------------- | ------- | ------------------------------------------------------------------------------------------------- | ---------------------------------------------- | ------------------------------- | ------ | ----- |
| Margarida Paleóloga 3 de outubro de 1531 – 28 de agosto de 1540     |         | 11 de agosto de 1510 filha de Guilherme IX, Marquês de Monferrato e Ana de Alençon                | Frederico II 3 de outubro de 1531 7 filhos     | 28 de dezembro de 1566 56 anos  |        | [ 1 ] |
| Catarina da Áustria 22 de outubro de 1549 – 22 de fevereiro de 1550 |         | 18 de abril de 1480 filha de Fernando I, Sacro Imperador Romano-Germânico e Ana Jagelão           | Francisco III 22 de outubro de 1549 sem filhos | 28 de fevereiro de 1572 38 anos |        | [ 1 ] |
| Leonor da Áustria 26 de abril de 1561 – 14 de agosto de 1587        |         | 02 de novembro de 1534 filha de Fernando I, Sacro Imperador Romano-Germânico e Ana Jagelão        | Guilherme 26 de abril de 1561 3 filhos         | 05 de agosto de 1594 59 anos    |        | [ 1 ] |
| Leonor de Médici 14 de agosto de 1587 – 9 de setembro de 1611       |         | 28 de fevereiro de 1567 filha de Francisco I de Médici, Grão- Duque da Toscana e Joana da Áustria | Vicente I 29 de abril de 1584 6 filhos         | 9 de setembro de 1611 44 anos   |        | [ 1 ] |
| Margarida de Saboia 9 de fevereiro de 1612 – 22 de dezembro de 1612 |         | 28 de abril de 1589 filha de Cosmo I de Médici, Grão- Duque da Toscana e Eleonora de Toledo       | Francisco IV 19 de fevereiro de 1608 3 filhos  | 26 de junho de 1655 66 anos     |        | [ 1 ] |
| Catarina de Médici 16 de fevereiro de 1617 – 29 de outubro de 1626  |         | 2 de maio de 1593 filha de Fernando I de Médici, Grão- Duque da Toscana e Cristina de Lorena      | Fernando I 16 de fevereiro de 1617 sem filhos  | 17 de abril de 1629 35 anos     |        | [ 1 ] |
| Isabel Gonzaga 29 de outubro de 1626 – 25 de dezembro de 1627       |         | c. 1576 filha de Afonso Gonzaga, Conde de Novellara e Vitória Capua                               | Vicente II c. 1616/17 sem filhos               | 31 de agosto de 1630 54 anos    |        | [ 1 ] |

### Casa de Gonzaga-Nevers
| Nome                                                                   | Retrato | Nascimento                                                                                   | Cônjuge                                          | Morte                           | Brasão | Ref   |
| ---------------------------------------------------------------------- | ------- | -------------------------------------------------------------------------------------------- | ------------------------------------------------ | ------------------------------- | ------ | ----- |
| Isabel Clara da Áustria 7 de novembro de 1649 – 14 de agosto de 1665   |         | 11 de agosto de 1510 filha de Leopoldo V, Arquiduque da Áustria e Cláudia de Médici          | Carlos II 7 de novembro de 1649 1 filho          | 24 de fevereiro de 1685 55 anos |        | [ 1 ] |
| Ana Isabel Gonzaga 1671 – 11 de agosto de 1703                         |         | 12 de fevereiro de 1655 filha de Ferrante III Gonzaga, Duque de Guastalla e Margarida d’Este | Fernando Carlos 1671 sem filhos                  | 11 de agosto de 1703 48 anos    |        | [ 1 ] |
| Susana Henriqueta de Lorena 8 de novembro de 1704 – 5 de julho de 1708 |         | 1 de fevereiro de 1686 filha de Carlos III, Duque de Elbeuf e Francisca de Montault          | Fernando Carlos 8 de novembro de 1704 sem filhos | 19 de dezembro de 1710 24 anos  |        | [ 1 ] |